# 코다이라 사건
코다이라 사건(일본어: 小平事件 코다이라지켄[*])은 1945년에서 1946년에 걸쳐 도쿄와 그 일대에서 발생한 연쇄 강간 살인사건이다.
1946년 8월 17일 7번째이자 마지막 사건의 용의자로 해군 예비역 수병장(병장) 코다이라 요시오(小平義雄, 당시 41세)가 체포되었고, 고다이라가 다른 사건도 자백하면서 연쇄강간살인이었음이 드러났다. 코다이라는 10건의 사건에 대해 기소당해 그 중 3건은 무죄, 7건이 유죄로 인정되어 1948년 11월 16일 사형 판결이 확정되었고 이듬해 10월 집행되었다.
제1의 사건
1945년 5월 25일. 근무하고 있던 해군 의량창 여자 기숙사에 잠입해 21세의 여자 대원을 강간 살해. 헌병대가 다른 남자에게 혐의를 두고 수사하는 틈을 타 코다이라는 퇴직을 해서 기숙사를 벗어났다.
제2의 사건
같은 해 6월. 도부 철도 신토치기 역에서 31세 여성을 농가로 안내해 주겠다면서 산림으로 유인해 3회 강간한 뒤 교살. 현금 70엔과 손목시계를 갈취했다. 시체는 3개월 뒤인 9월 10일에 발견됐다.
제3의 사건
같은 해 7월 12일. 시부야 역에서 22세 여성을 농가로 안내해 주겠다면서 산림으로 유인해 같은 수법으로 강간. 여성은 소지하고 있던 주머니칼을 들이댔지만 칼을 뺏고 올라타 교살. 현금 40엔짜리 지갑과 손목시계를 갈취했다.
제4의 사건
같은 해 7월 15일. 이케부쿠로역에서 21세 여성에게 농가로 안내해 주겠다면서 잡목림으로 유인, 강간하고 교살. 현금 60엔과 나막신 1켤레를 갈취했다. 시체는 11월 5일 백골사체로 발견되었다.
제5의 사건
같은 해 9월 28일 도쿄역에서 21세 여성을 농가로 안내해 주겠다면서 산촌으로 유인, 강간하고 교살. 현금 300엔과 물물교환을 위해 가지고 온 크레이프 양복을 갈취했다. 시체는 11월 1일에 발견됐다.
제6의 사건
그 해 12월 29일, 도부 철도 아사쿠사 역에서 21세 여성을 농가로 안내해 주겠다면서 도치기 현의 산골로 유인, 강간하고 교살. 현금 130엔이 든 지갑과 배낭을 갈취했다.
제7의 사건
1946년 8월 6일, 취직 알선을 한다고 6월 18일에 미리 말을 걸어둔 17세 여성을 공원 뒤로 유인해 두들겨 패 살해. 시체는 8월 17일 발견되었다. 이때 피해 여성이 6월에 범인과 주소를 교환하고 8월 4일 어머니가 범인과 만난 적이 있었으며 8월 6일 피해여성이 범인과 함께 나갔던 것이 밝혀져 체포되었다.

## 같이 보기
- 난징 대학살
- 오쿠보 기요시